# Динамо (стадион, Санкт-Петербург)

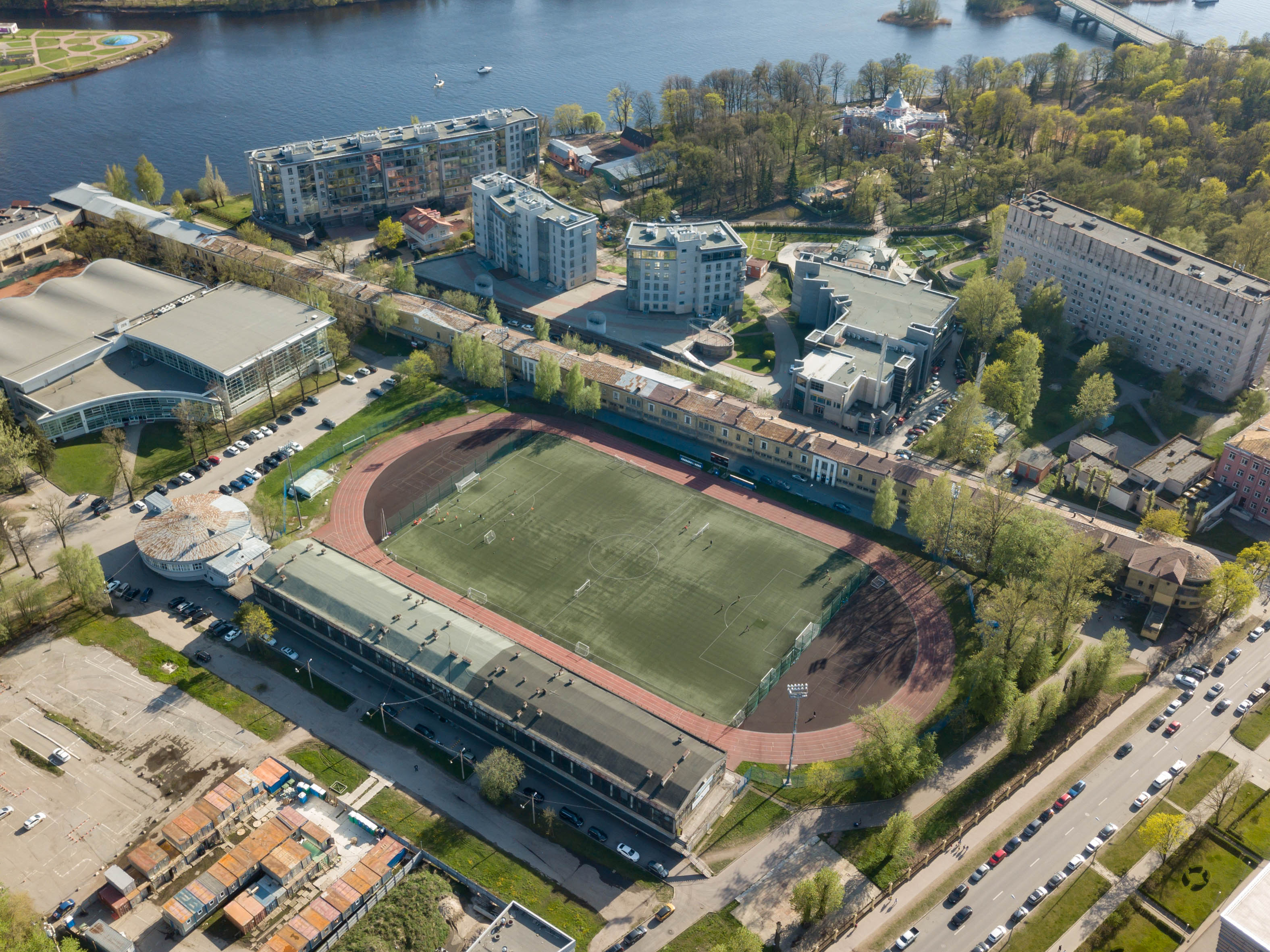
Спорткомплекс Динамо сверху

«Дина́мо» — стадион в составе одноимённого спорткомплекса в Санкт-Петербурге. Архитекторы О. Л. Лялин и Я. О. Свирский (с участием Ю. В. Щуко). Расположен в Санкт-Петербурге на Крестовском острове по адресу проспект Динамо, 44.
Построен и открыт в 1929 году.
31 мая 1942 года на стадионе прошёл Блокадный матч.
Реконструирован в 1960—1970 годах под руководством С. И. Евдокимова.
Является домашней ареной для футбольного клуба «Динамо СПб».

## История

### Предыстория
В дореволюционные годы на нынешней территории располагался спортивный комплекс Северного банка, включающий в себя футбольное поле, теннисные корты, площадку для занятий лёгкой атлетикой, причал для лодок и раздевалки.
С 1900 года здесь базировался футбольный клуб «Спорт». Также футбольное поле использовалось для тренировок футбольной клуба «Виктория», одного из первых участников и победителей Чемпионата Санкт-Петербурга по футболу.

### Советское время
В 1922 году в городе создан футбольный клуб «Динамо». В сентябре 1924 года формируется Ленинградское пролетарское спортивное общество (ЛПСО) «Динамо», начинается передача имущества в ведение новой организации.
В декабре 1926 года местное общество «Динамо» становится хозяином спортивного комплекса, ранее принадлежащего клубу «Спорт». Футбольное поле используется для игр в чемпионате города. С весны 1927 года создаются водная станция, площадки для занятий волейболом и баскетболом, производится ремонт футбольного поля и начинаются первые занятия. С мая 1927 ведётся управление комплексом со стороны общества. В 1929 года открывается футбольное поле. С 1931 ведётся строительство спортивных объектов. В 1933 году сдаётся в эксплуатацию футбольное поле, стрелковый тир, теннисные корты, игровые площадки, клуб для спортсменов, первая гребная база. С 1936 года стадион футбольным клубом «Динамо» используется для проведения матчей Чемпионата СССР по футболу в качестве домашней арены. Архитекторами выступают О. Л. Лялин и Я. О. Свирский (с участием Ю. В. Щуко, Ю. В. Мухаринского и И. Е. Рожина).
В период с 1925 по 1934 год сооружается здание ресторана «Грелка» в стиле конструктивизма.
С 1936 по 1950 год свои матчи здесь также проводил и ленинградский «Зенит».
Во время Великой Отечественной войны футбольные поля используются в качестве огородов для выращивания продовольствия для жителей Блокадного Ленинграда.
С 6 мая 1942 года используется для матчей и тренировок одно из уцелевших от снарядов и не приспособленных в качестве огорода футбольных полей. 31 мая 1942 года на нём проходит знаменитый блокадный матч между командами «Динамо» и Ленинградского металлического завода.

Памятник «Футболистам блокадного Ленинграда»

18 июня 1944 года стадион, после трёхлетнего перерыва, принял первый в Ленинграде междугородный футбольный матч с участием ленинградского «Динамо» и московского «Локомотива». Его посетили более 10 тысяч человек. В этот же день на территории комплекса состоялся баскетбольный матч между командами ленинградского «Зенита» и эстонского «Калева».
После войны с 1947 по 1950 год проводится капитальная реконструкция здания стрелкового тира. В нём располагают залы для проведения всех видов борьбы, бокса, тяжёлой атлетики и гимнастики. В 1948 году сооружаются новые теннисные площадки деревянными трибунами, вмещающими до 3 тысяч зрителей.
После войны восстановлены зрительские трибуны вокруг основного футбольного поля. Железобетонные трибуны располагались в длину поля, а виражные представляли собой насыпные холмы, с установленными на них скамейками. Один из таких холмов, находившийся со стороны здания ресторана «Грелка», назывался «Вороньей горкой» и являлся предшественником фанатского виража, что существовал в будущем, как на «Петровском», так и на «Стадионе имени Кирова». Трибуны же футбольного стадиона «Динамо» заполнялись полностью, вмещая до 15 тысяч зрителей.
В начале 1950-х сооружены входные павильоны со стороны Спортивной улицы. В 1951 году открывается 25-метровый плавательный бассейн.
В 1965 году начинается комплексная реконструкция стадиона под руководством С. И. Евдокимова. Ресторан «Грелка» соединяется с спортманежем.
В 1969—1970 годах открываются крытые теннисные корты.
В 1971 году трибуны главного футбольного поля были разобраны и перестроены в пользу увеличения нынешнего спортманежа.
К Летним Олимпийским играм 1980 года сдаётся существующая в наше время Гребная база.
С конца 1980-х комплекс строений начал приходить в упадок в связи с тем, что центральное ведомство «Динамо» перестало содержать ленинградское отделение общества. С 1990 года начал происходить отток тренеров из спортивных кружков, поэтому свободные помещения спортивного комплекса начали занимать арендаторы.
31 мая 1991 года состоялось открытие мемориальной доски на входном павильоне спорткомплекса, которая посвящена матчу. Архитектором был А. П. Чернов, скульптором В. Г. Сидоренко. Выполнена она была из гранита и бронзы.

### Постсоветский период
31 мая 2002 года открыта доска из серого гранита со списком игроков — участников блокадного матча, размещенная ниже основной доски.
7 июня 2002 года на территории стадиона была открыта гостиница и кафе для футболистов.
В 2007 году часть территории «Динамо» была отдана Валентиной Матвиенко под застройку элитным жильём и бизнес-центром. Предварительная площадь проекта, которые предполагается полностью реализовать к 2013 году, оценивалась в 77 тыс.м². Эту территорию занимали хозпостройки и один открытый теннисный корт. В 2009 году после завершения выкупа земли холдингом «Евраз Капитал» эта цифра была увеличена до 96 тыс. м² .
В 2007—2008 годах стадион реконструирован, а также организована спортивная база. Достроено здание для тренировок, обновлены беговые дорожки, легкоатлетическое и футбольное поля.
Распоряжением КГИОП № 10-4 от 10.01.2012 комплекс построек стадиона «Динамо» (здания тира и ресторана «Грелка») объявлен памятником архитектуры, объектом культурного наследия регионального значения.
31 мая 2012 года был открыт памятник с изображением блокадного матча.
Во второй половине 2012 года компания «Газпромбанк-инвест», являющаяся дочкой ОАО «Газпром», выкупила у ВФСО «Динамо» часть территории комплекса, чтобы реализовать на территории комплекса жильё и бизнес-центр, строительство которых планировалось ещё с 2008—2009 годов. С критикой проекта выступали член Всероссийского общества охраны памятников Людмила Семыкина и писательница Людмила Эльяшова, пережившая блокаду Ленинграда.
В октябре 2017 года завершено строительство центра тенниса и котельной, а также были обновлены футбольное поле и беговые дорожки. Это было сделано обществом «Динамо» на деньги, вырученные с продажи части стадиона.
В конце ноября 2017 года завершилось строительство жилого комплекса на территории стадиона, отданной под застройку.

## Перспективы и проекты реконструкции

### Несостоявшиеся проекты

#### Планы Олега Лялина и Якова Свирского[17]
В 1930-е годы вместе с футбольным полем, стрелковым тиром, теннисными кортами, игровыми площадками, клубом для спортсменов и гребной базой планировалось построить полноценный дворец физкультуры включавший в себя:
- Универсальный зал с рестораном для заседаний, концертов и театральных постановок;
- Крытый бассейн и зал тенниса с зрительскими трибунами

Однако в связи с малонаселённостью Крестовского острова и сменой архитектурных стилей этот проект не был реализован.

#### Проект реконструкции Сергея Евдокимова[17]
Согласно планам 1960-х годов, на территории, где сейчас расположен частный жилой комплекс, должны были быть открытые роллердром и бассейн, каждый из которых имел систему подогрева. По мнению историка Ариадны Маркеловой, проект посчитали экзотическим.
Также было желание возвести крытый каток для фигурного катания. Но власти посчитали, что городу будет достаточно дворца спорта «Юбилейный».

#### Проект возведения футбольного манежа в 2003 году
При руководителе ФК «Динамо СПб», Сергее Амелине, в начале 2003 на территории комплекса планировалось строительство футбольного манежа с искусственным полем. Конструкция с металлическим каркасом должна была быть построена к концу 2003 года. Однако, в связи с проблемами футбольного клуба, данный манеж не был построен.

#### Проект укладки третьего футбольного поля в 2003 году
В 2003 году при президенте футбольного клуба «Динамо», Сергее Амелине, планировалось укладка третьего футбольного поля.

#### Проект реконструкции футбольного стадиона и зданий вокруг
Предполагалось, что на деньги, вырученные с продажи части территории спортивного комплекса под жилищное строительство, будет проведена реконструкция основного футбольного поля, состоится обновление футбольной школы, будет создан музей, посвящённый Блокадному матчу, а также будет произведён ремонт зданий вокруг футбольного поля. Кроме обновления футбольного поля и беговых дорожек, эти задачи не были реализованы.

#### Проект реконструкции футбольного стадиона 2017—2018 годов
В 2017 году планировалось реконструкция главной футбольной арены для соответствия её для проведения матчей уровня ФНЛ и ПФЛ.
Однако, в 2018 году проект был отменён в связи с ликвидацией профессионального футбольного клуба «Динамо».

### Современные проекты

#### Строительство физкультурно-оздоровительного комплекса
В феврале 2019 года стало известно, что на территории комплекса к 2020 году будет построена ледовая арена с общей площадью около 4 тыс. м². Заказчиком выступает ООО «Газпром инвестгазификация». Существует мнение, что данный физкультурно-оздоровительный комплекс может быть не построен. С конца ноября 2019 ведутся работы по вырубке зелёных насаждений вокруг гаревого поля и площадки для занятий по стрельбе из лука. К концу декабря тополя были спилены. На начало 2020 года проект по строительству спорткомплекса не был представлен.

#### Реконструкция футбольного стадиона
В октябре 2019 года президент любительского футбольного клуба «Динамо», Константин Самсонов, выразил желание провести улучшение трибун и освещения для основного футбольного поля до уровня ПФЛ, если получится заявить команду в Второй дивизион в сезоне 2020/2021.
9 июля 2020 года стало известно, что у руководства клуба «Динамо СПб» состоялся разговор с региональной организацией общества «Динамо» по поводу реконструкции футбольного стадиона. В рамках работ планируется усиление освещения, размещение системы видеонаблюдения и серверной, сооружение тоннеля для выхода футболистов на поле из раздевалок.

## Характеристика комплекса
На территории стадиона располагается местное отделение ВФСО Динамо. Организацией открыты секции занятий по футболу, боксу, стрельбе из лука, пулевой стрельбе, самбо, гребле и теннису.
На футбольных стадионах проводятся соревнования под эгидой Федерации футбола Санкт-Петербурга. В данный момент беговые дорожки основного и запасных полей используются для тренировки легкоатлетов, здания вокруг стадиона — в качестве раздевалок и помещений для тяжёлой атлетики и единобоств.
На протяжении всей истории футбольные поля являются домашними и тренировочными аренами для футбольного клуба «Динамо Санкт-Петербург» и его ДЮСШ.

### Футбольное поле № 1
Основное футбольное поле спортивного комплекса:
- Размер: 68х105;
- Вместимость трибун главной арены составляет 592 зрителя[28], имеется 2 тренерских скамейки под навесом;
- Покрытие: искусственное;
- Оборудование: электронное табло, система подогрева и 4 мачты освещения поля;
- Дополнительно: 6 беговых дорожек, площадки для волейбола, баскетбола/стритбола;

### Футбольное поле № 2
Резервное футбольное поле:
- Размер: 68х105;
- Покрытие: искусственное;
- Оборудование: 6 столбов освещения поля;

### Спортивный манеж
Многофункциональное здание со спортивными залами:
- Баскетбольный зал
- Волейбольный зал
- Крытая беговая дорожка
- Дополнительно: 2 раздевалки с душевыми комнатами, арендуемые помещения

### Дом физкультуры (здание типа)
Многофункциональное здание со спортивными залами:
- Тир с длиной 25 метров;
- Большой зал бокса;
- Малый зал бокса;
- Зал самбо;
- Зал для занятий ОФП;
- Восстановительный центр;
- Дополнительно: сауна, раздевалки, арендуемые помещения;

### Здание УСБ гребли
- Гребной бассейн;
- Зал для занятий ОФП;
- Восстановительный зал;
- Дополнительно: раздевалки, душевая, арендуемые помещения;

### Центр тенниса
- Центральный зал с 2 основными кортами и трибунами вместимостью 350 зрителей;
- 4 тренировочных корта;
- Зал для занятий ОФП;
- Зал для занятий СФП;
- Тренажёрный зал;
- Кабинеты функциональной диагностики;
- Дополнительно: 4 уличных корта;

## Факты
- 22 мая 1936 года на стадионе «Динамо» в присутствии 12 000 зрителей состоялся первый матч чемпионатов СССР по футболу. Встречались команды «Динамо» Ленинград и «Локомотив» Москва. На 5-й минуте матча нападающим железнодорожников Виктором Лавровым был забит первый гол советских чемпионатов. Матч завершился со счётом 3:1 в пользу хозяев[29].
- 13 июля 1957 года во время легкоатлетического матча Ленинград — Хельсинки советским спортсменом-легкоатлетом Юрием Степановым был установлен рекорд мира в прыжке в высоту — 2 метра 16 сантиметров. До этого в течение 45 лет мировые рекорды принадлежали только прыгунам США. На здании ресторана в честь этого установлена памятная табличка.